# 남포선
남포선(藍浦線)은 충청남도 보령시의 남포역과 옥마역을 연결하는 한국철도공사의 지선철도 노선으로, 석탄 화물 수송 기능을 하였던 장항선의 지선이었으나, 2009년 12월 28일 부로 철도산업위원회의 폐지 결정에 의해 폐지되었다.

## 노선 정보
- 노선 거리 : 4.3 km
- 운영 기관 : 한국철도공사(전 구간)
- 궤간 : 1435mm(표준궤)
- 통행 방식 : -
- 역 수 : 2
- 복선 구간 : 없음
- 전철화 구간 : 없음
- 보안 장치 : 연동폐색, ATS

## 역사
남포선은 보령시 인근의 성주탄좌와 장항선을 연결시키기 위해 1964년 12월 30일에 개통한 산업철도이다. 보령탄전에서 생산하는 무연탄을 쉽게 운반하기 위해 건설되었다. 남포선을 이용하는 화물은 장항선을 이용해 전국 각지로 운반되었으나 2009년 12월 28일 부로 폐선되었다.

## 연혁
- 1964년 6월 27일 : 남포선 착공
- 1964년 12월 30일 : 남포선 4.3 km 완공
- 1965년 6월 1일 : 남포선 개통,[1] 옥마역 영업 개시[2]
- 1992년 5월 2일 : 옥서삼각선 폐지
- 2000년 12월 1일 : 옥마역, 무배치간이역으로 격하
- 2009년 10월 12일 : 남포역, 옥마역, 화물 취급 중지
- 2009년 12월 28일 : 옥마역 폐지 및 남포선 폐지[3]
- 2011년 11월 18일 : 폐선을 이용한 대천 레일바이크 개장 (기종점이 옥마역인데, 기존의 옥마역을 헐고 다른 위치에 새로 만들었다)[4]
- 2019년 4월 17일 : 철도 노선번호 변경에 따라 30801로 변경[5]
- 2019년 5월 3일 : 철도 노선번호 변경에 따라 노선 번호 삭제[6]

## 역 목록
| 역명 | 로마자 역명 | 한자 역명 | 역간거리 (km) | 영업거리 (km) | 접속 노선  | 소재지   | 소재지 |
| ---- | ----------- | --------- | ------------- | ------------- | ---------- | -------- | ------ |
| 남포 | Nampo       | 藍浦      | 0.0           | 0.0           | 장항선     | 충청남도 | 보령시 |
| 옥마 | Ongma       | 玉馬      | 4.3           | 4.3           | 옥서삼각선 | 충청남도 | 보령시 |

## 노선 특징
남포선은 화물 전용 노선으로 운영되었고, 여객 열차가 정기 운행된 적은 없다.

### 옥서삼각선
예전에, 옥마역에서 남포역을 거치지 않고, 바로 서천화력발전소나 장항역 방면으로 화물열차를 운행시키기 위한 삼각선이 존재했다고 한다. 이 삼각선의 신호제어를 위해 옥서신호소가 설치되었으나, 현재는 삼각선 자체가 사라진 상태이며, 옥서역도 삼각선의 폐선과 함께 사라진 것으로 추정된다.